# GP Denain 2001
De 43e editie van de wielerwedstrijd GP Denain werd gehouden op 26 april 2001. De start en finish vonden plaats in Raismes en Denain in het Franse Noorderdepartement. De winnaar was de Est Jaan Kirsipuu, gevolgd door Davide Casarotto en Frédéric Guesdon.

## Uitslag
| GP Denain 2001 |                      |                    |          |
| Plaats         | Naam                 | Ploeg              | tijd     |
| Winnaar        | Jaan Kirsipuu        | AG2R Prévoyance    | 4u22'37" |
| 2              | Davide Casarotto     | Alessio-Bianchi    | z.t.     |
| 3              | Frédéric Guesdon     | Française des Jeux | +4"      |
| 4              | Christophe Capelle   | BigMat - Auber 93  | +2'17"   |
| 5              | Damien Nazon         | Bonjour            | z.t.     |
| 6              | Alessandro Bertolini | Alessio-Bianchi    | z.t.     |
| 7              | Ludovic Capelle      | AG2R Prévoyance    | z.t.     |
| 8              | Frédéric Finot       | Crédit Agricole    | z.t.     |
| 9              | Allan Johansen       | Team Fakta         | z.t.     |
| 10             | Laurent Brochard     | Jean Delatour      | z.t.     |

1959 · 1960 · 1961 · 1962 · 1963 · 1964 · 1965 · 1966 · 1967 · 1968 · 1969 · 1970 · 1971 · 1972 · 1973 · 1974 · 1975 · 1976 · 1977 · 1978 · 1979 · 1980 · 1981 · 1982 · 1983 · 1984 · 1985 · 1986 · 1987 · 1988 · 1989 · 1990 · 1991 · 1992 · 1993 · 1994 · 1995 · 1996 · 1997 · 1998 · 1999 · 2000 · 2001 · 2002 · 2003 · 2004 · 2005 · 2006 · 2007 · 2008 · 2009 · 2010 · 2011 · 2012 · 2013 · 2014 · 2015 · 2016 · 2017 · 2018 · 2019 · 2020 · 2021 · 2022 · 2023 · 2024 · 2025